# Похищение Урсулы Херманн
Похищение Урсулы Херманн — преступление, совершённое 15 сентября 1981 года в Баварии, Германии. 10-летняя немка Урсулы Херманн пропала, когда ехала на велосипеде к себе домой. Впоследствии девочку нашли мертвой в деревянном ящике, закопанном в лесу.
Обстоятельства похищения, заключения и смерти Херрманн привели к тому, что ее стали называть «девочкой в коробке».

## Исчезновение Урсулы Херманн
Херманн совершала поездку от дома своей двоюродной сестры до своего дома 15 сентября 1981 года. Это была поездка на велосипеде, которая обычно занимала у неё десять минут. По пути Херманн исчезла. Ее исчезновение вызвало немедленный поиск, который ничего не дал.

## Расследование
Через две недели после исчезновения Урсулы в лесу, где она пропала, был проведен обыск. После четырех дней поисков полиция обнаружила труп Урсулы Херрманн в ящике, закопанном в лесу.